# Landas
Las Landas (40; en francés: Landes, en occitano: Las Lanas) es un departamento de Francia situado en el sudoeste del país, perteneciente, desde el 1 de enero de 2016, a la nueva región de Nueva Aquitania.
Tiene su prefectura en Mont-de-Marsan y una subprefectura: en Dax. Su gentilicio en francés es Landais y en español es landés, landesa.

## Toponimia
Es una voz de origen galo, que significa 'tierra'; en idioma francés designa una tierra arenosa sin árboles, frecuentemente cubierta de brezo.

## Geografía
- Landas forma parte de la región de Aquitania. Limita al norte con Gironda, al este con Lot y Garona y Gers, al sur con los Pirineos Atlánticos y al oeste con el océano Atlántico (Costa de Plata).

## Demografía
| 1801    | 1831    | 1841    | 1851    | 1856    | 1861    | 1866    |
| ------- | ------- | ------- | ------- | ------- | ------- | ------- |
| 224.272 | 281.504 | 288.077 | 302.196 | 309.832 | 300.839 | 306.693 |
| 1872    | 1876    | 1881    | 1886    | 1891    | 1896    | 1901    |
| 300.528 | 303.508 | 301.143 | 302.266 | 297.842 | 292.884 | 291.586 |
| 1906    | 1911    | 1921    | 1926    | 1931    | 1936    | 1946    |
| 293.397 | 288.902 | 263.937 | 263.111 | 257.186 | 251.436 | 248.395 |
| 1954    | 1962    | 1968    | 1975    | 1982    | 1990    | 1999    |
| 248.943 | 260.495 | 277.381 | 288.323 | 297.424 | 311.461 | 327.334 |

Notas a la tabla:
- 5 de febrero de 1850: La comuna de Labastide-d'Armagnac pasa de Gers a Landas.
- 1 de junio de 1857: La comuna de Saint-Esprit pasa de Landas a Bajos Pirineos (actualmente Pirineos Atlánticos).

Las mayores ciudades del departamento son (datos del censo de 1999):
- Dax: 19.515 habitantes; 37.289 en la aglomeración.
- Mont-de-Marsan: 29.489 habitantes; 36.653 en la aglomeración.